# 1,6-Hexandiol
L'1,6-hexandiol és un compost orgànic de la classe dels alcohols, de fórmula molecular C6H14O2. Està format per una cadena lineal de sis àtoms de carboni i dos grups funcionals hidròxid, cada un en un dels extrems de la cadena. És un sòlid cristal·lí incolor, el qual és soluble en aigua i a més és higroscòpic, està present en diferents productes de consum habitual, ja que està inclòs en molts de processos químics.

## Propietats físiques i químiques
L'1,6-hexandiol és un cristall blanc o un cristall d'agulla. Té un punt de fusió de 42 °C i un punt d'ebullició de 249 °C. La densitat de la fase sòlida és d'1,12 g/cm³, mentre que la densitat de la fase gasosa és 4,1 vegades la de l'aire. És soluble en aigua (200 g/L, 25 °C) i etanol, i només lleugerament soluble en èter calent. D'altra banda, és una substància dèbilment alcalina: una solució té un pH de 5,7 per 500 g/l a 20 °C. El punt d'inflamació és de 102 °C, la pressió de vapor és de <0,01 mbar a 20 °C. És un compost inflamable i és incompatible amb agents oxidants forts.

## Producció
Industrialment, l'1,6-hexandiol es prepara per hidrogenació de l'àcid adípic o els seus èsters. També és possible utilitzar mescles d'àcids dicarboxílics i hidroxicarboxílics amb components de sis àtoms de carboni formats en altres processos, com ara l'oxidació del ciclohexà. Actualment, aquest producte és produït per BASF d'Alemanya, Bayer, Yubu del Japó, Nanming de la Xina i altres empreses del món. La producció total és d'aproximadament 70.000-80.000 tones per any i la capacitat de producció és a prop de la producció màxima. El mercat asiàtic té una gran demanda d'aquest producte. És conegut com la nova pedra angular de la síntesi orgànica.
Al laboratori, la reducció de l'àcid adípic es realitza amb hidrur d'alumini i liti. Aquesta reacció també es pot fer en dos passos, emprant, en primer lloc, anhídrid d'àcid propanofosfònic cíclic (T3P) per a l'activació i, en segon lloc, borohidrur de sodi (NaBH4) per a la reducció. D'altra banda, la hidrogenació de l'adipat de dimetil en la fase aquosa, usant Ru-Sn-Co/AlO(OH) com a catalitzador, proporciona 1,6-hexandiol amb rendiments fins al 98 %. Una via sintètica alternativa utilitza pent-4-en-1-ol com a precursor en una reacció d'hidroformilació-hidrogenació amb CO-H2 utilitzant un catalitzador dual rodi-ruteni.
La preparació d'1,6-hexandiol a partir de primeres matèries d'origen biològic és un procés en auge en els darrers anys. Fa servir principalment recursos renovables com a primera matèria per preparar 1,6-2 diol, que és respectuós amb el medi ambient, per la qual cosa té bones perspectives d'aplicació.

## Usos

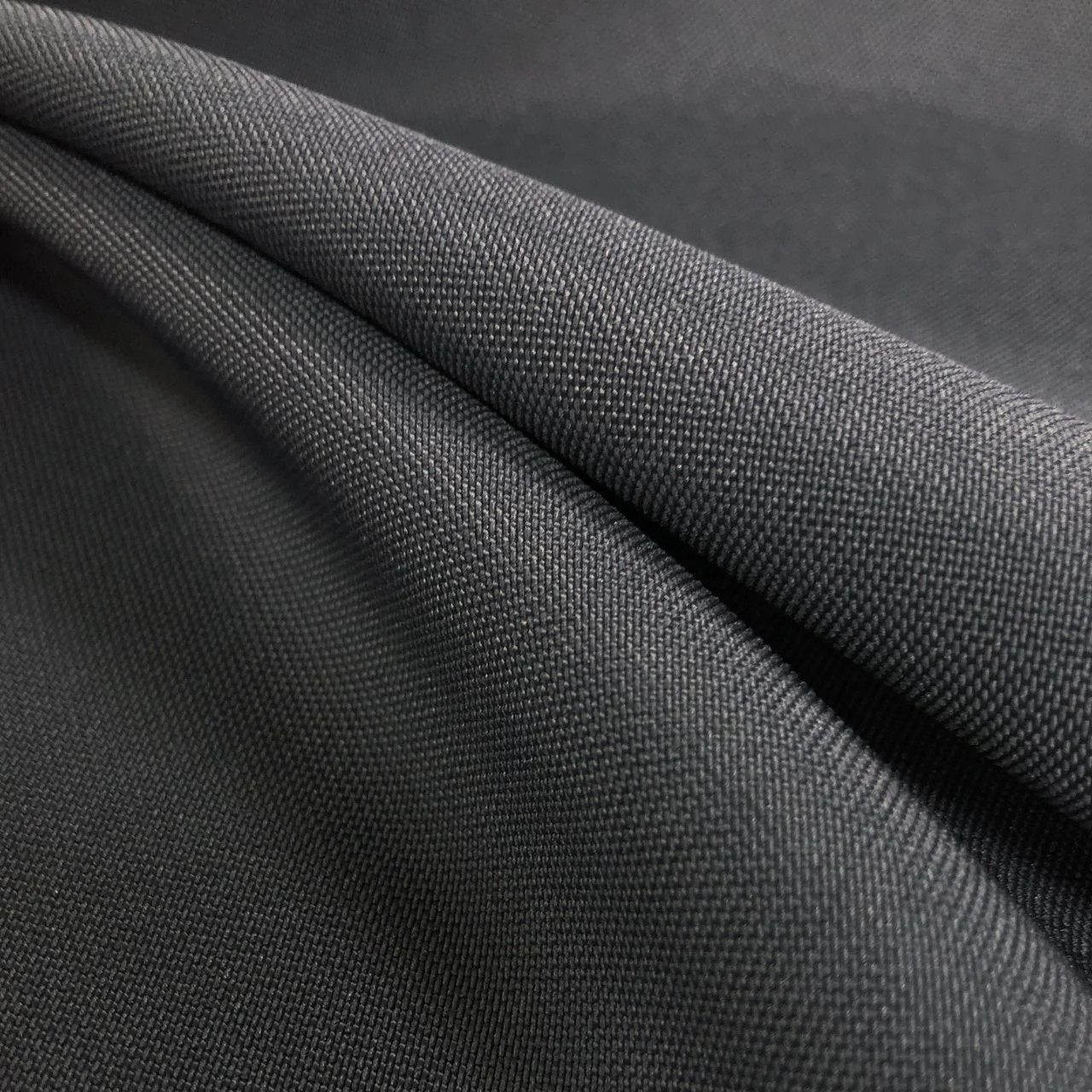
Roba feta amb polièster.

L'1,6-hexandiol es fa servir en la producció de poliuretà, polièster insaturat, plastificants, enduridors de gel, lubricants per millorar la seguretat tèrmica, etc. També és emprat en la producció de pesticides de piretrina, peròxids orgànics, ciclomusc, agents de reticulació de plàstic de polietilè i cautxú de polièter. Intermedis de síntesi orgànica. Agent d'acoblament del colorant plastificant. Preparació de tintes d'impressió.
L'1,6-hexandiol s'usa àmpliament en la fabricació de poliuretans, concretament en la producció de polièsters. També és ingredient en la fabricació de diacrilat d'hexandiol bifuncional, monòmer que normalment es fa servir, al costat d'altres monòmers acrílics, com a diluent reactiu per a revestiments decoratius i tintes d'impressió. Dins de la fabricació d'adhesius, els uretans i els tereftalats que es basen en l'1,6-hexandiol, ofereixen propietats d'adherència i cristal·lització més ràpides. A causa de la seva baixa temperatura de transició aquest diol ofereix una flexibilitat elevada a més d'excel·lents propietats adhesives.
L'1,6-hexandiol es pot utilitzar per a la síntesi d'oxepan, tenint lloc la ciclació en dimetilsulfòxid a 190 °C. Igualment, serveix per a l'obtenció de sebaconitril per monoalquilació d'acetonitril en presència d'un complex d'iridi que actua com a catalitzador. Un altre ús en la síntesi d'1,6-hexandiamina, en una reacció amb amoníac que té lloc en fase líquida o supercrítica a una temperatura de 140 °C, sent catalitzada per un complex homogeni que conté ruteni:
{\displaystyle {\ce {HO-(CH2)6-OH + 2 NH3 -> H2N-(CH2)6-NH2 + 2 H2O}}}
Per altra part, aquest diol s'ha utilitzat com a material de suport per a gels tòpics aquosos que conté hidroclorur de piridoxina (vitamina B6). S'ha constatat que aquest procediment millora la permeació de vitamines a través de la pell.

### Usos per estudiar condensats biomoleculars
L'1,6-hexandiol s'ha fet ús per caracteritzar els condensats biomoleculars. Les propietats materials dels condensats es poden examinar per determinar si són sòlids o líquids. S'ha trobat que l'1,6 hexandiol interfereix amb les interaccions proteïna-proteïna o proteïna-ARN poc hidrofòbiques que impliquen condensats líquids. També es coneix que l'1,6-hexandiol pot dissoldre líquids però no condensats sòlids. Es va observar que el 2,5-hexandiol o l'1,4-butanediol tenien efectes mínims sobre el comportament de les proteïnes desordenades en comparació amb l'1,6-hexandiol.

## Toxicitat
L'1,6-hexandiol no presenta perills significatius per a la salut. La toxicitat aguda és molt baixa tenint en compte totes les vies d'exposició (oral, dèrmica i inhalació). No té efectes de cap mena com ara irritació o sensibilització i no es poden determinar els efectes de l'exposició a llarg termini, repetida, a llarg termini o reproductiva. Les seves propietats físiques no han de preocupar-se, com ara la seva molt baixa inflamabilitat. Per totes aquestes raons, el risc potencial per a la salut humana de l'hexanol és molt baix.
Els resultats de tres estudis de toxicitat aquàtica sobre peixos, algues, plantes i invertebrats indiquen que l'1,6-hexandiol té un baix potencial de dany ambiental. L'1,6-hexandiol es biodegrada fàcilment i té un potencial de bioacumulació molt baix. Tenint en compte tota la informació disponible sobre degradació biòtica i abiòtica, bioacumulació i toxicitat, es pot dir que el compost en qüestió no és ni persistent ni tòxic per al medi ambient i no es bioacumula a la natura. Per tant, la correlació de perills és molt baixa.